# Ctenus longicalcar
Ctenus longicalcar är en spindelart som beskrevs av Kraus 1955. Ctenus longicalcar ingår i släktet Ctenus och familjen Ctenidae.
Artens utbredningsområde är El Salvador. Inga underarter finns listade i Catalogue of Life.